# Royne Zetterman
Royne Zetterman (Kungsbacka, 7 de diciembre de 1957) es un jinete sueco que compitió en la modalidad de salto ecuestre. Ganó una medalla de plata en el Campeonato Mundial de Saltos Ecuestres de 2002, en la prueba por equipos.

## Palmarés internacional
| Campeonato Mundial | Campeonato Mundial            | Campeonato Mundial | Campeonato Mundial |
| Año                | Lugar                         | Medalla            | Categoría          |
| ------------------ | ----------------------------- | ------------------ | ------------------ |
| 2002               | Jerez de la Frontera (España) | Medalla de plata   | Por equipos        |